# 30 серпня
30 серпня — 242-й день року (243-й у високосні роки) в григоріанському календарі. До кінця року залишається 123 дні.

## Свята і пам'ятні дні

### Міжнародні
- ООН: Міжнародний день жертв насильницьких зникнень.
- Міжнародний день Каберне Совіньон.

### Національні
- Казахстан: День Конституції.
- Перу: День Святої Рози з Ліми.
- Туреччина: День Перемоги.
- Татарстан: День Республіки.
- Киргизстан: День працівників архіву.
- Східний Тимор: День консультації. (Popular Consultation) (1999).
- Острови Теркс і Кайкос: День Конституції.

### Релігійні
Православ'я:
- Святителів Олександра, Іоана і Павла Нового, патріархів Константинопольських.
- Преподобного Христофора Римлянина.
- Преподобного Фантина, чудотворця в Солуні.
- Перенесення мощей благовірного князя Олександра Новгородського.
- Святителів Сербських: Сави І, Арсенія І, Сави ІІ, Євстафія І, Якова, Никодима, Даниїла, архієпископів; Іоаникія, Єфрема ІІ, Спиридона, Макарія, Гавриїла І, патріархів, і Григорія, єпископа.
- Преподобного Олександра Свірського.
- Святителя Варлаама, митрополита Молдовського.

## Іменини
✙ Православні: Олександр, Іван, Павло, Сава, Арсеній, Яків, Даниїл, Макарій, Гавриїл, Григорій.
✝  Католицькі: Маргарита, Роза, Баноний, Євтихіан.

## Події
- 1435 — в ході дводенної битви сили Свидригайла розбиті над річкою Святою. Православна і білоруська шляхта в Україні різко втратила свої позиції, українські замки займали польські гарнізони.
- 1481 — страчені Михайло Олелькович Слуцький і князь Гольшанський та Дубровицький Іван Юрійович після провалу змови проти Казимира Ягеллончика — хотіли вбити його і відновити Київське князівство.
- 1590 — Токуґава Ієясу під командуванням Тойотомі Хідейосі захопив головну цитадель Ґо-Ходзьо.
- 1700  — розпочалась Велика Північна війна між Московським царством та Шведською імперією.
- 1704 — за Нарвським договором Річ Посполита вступила в Північну війну на боці Московського царства проти Шведської імперії.
- 1813 — битва під Кульмом.
- 1835 — в Австралії засноване місто Мельбурн.
- 1836 — в Техасі засноване місто Х'юстон.
- 1877 — французький винахідник-самоук Еміль Рено запатентував Праксіноскоп — прабатька мультиплікації.
- 1901 — Губерт Сесіл Бут запатентував порохотяг.
- 1919 — українські війська вибили червоноармійців з Житомира і звільнили місто.
- 1919 — Київська група Армії УНР на чолі з генералом Антіном Кравсом визволила Київ.
- 1920 — у Празі утворено Українську військову організацію на чолі з Євгеном Коновальцем.
- 1940 — відбулося весілля британських акторів Лоуренса Олів'є й Вів'єн Лі.
- 1991 — Азербайджан проголосив свою незалежність.
- 1991 — в Українській РСР заборонена Комуністична партія.
- 1991 — Верховна Рада України ухвалила рішення про перепідпорядкування Україні союзних підприємств на території республіки[2].
- 1993 — на Ейфелеву вежу піднявся 150-мільйоний відвідувач.
- 1999 — у ході референдуму переважна більшість населення Східного Тимору проголосувало за незалежність від Індонезії.
- 2010 — сталася стрілянина в Братиславі.
- 2021 — в порту м. Фредеріксгавн (Данія) Україні від Великої Британії офіційно передано криголам RRS James Clark Ross, колишній флагман Британської антарктичної служби, над ним було піднято синьо-жовтий прапор. Судно згодом отримало назву «Ноосфера».

## Народились
Дивись також Категорія:Народились 30 серпня
- 1748 — Жак-Луї Давід, французький художник

- 1797 — Мері Шеллі, англійська письменниця («Франкенштайн»)
- 1871 — Ернест Резерфорд, британський фізик, лауреат Нобелівської премії з хімії (1908)
- 1884 — Теодор Сведберг, шведський фізико-хімік. Лауреат Нобелівської премії з хімії (1926).
- 1893 — Г'юї Лонг, американський політичний діяч, сенатор від штату Луїзіана
- 1920 — Леонід Шварцман, художник-мультиплікатор, режисер («Аленька квіточка», «Снігова королева»)
- 1922 — Павло Глазовий, український поет-гуморист і сатирик
- 1926 — Микола Ляхович, український історик
- 1930 — Воррен Баффет, американський інвестор
- 1937 — Лариса Кадочнікова, українська акторка театру і кіно («Тіні забутих предків»)
- 1939 — Джон Піл, легендарний британський радіо ді-джей (працював на радіо Бі-Бі-Сі)
- 1948 — Віктор Скумін, професор, громадський діяч, президент-засновник Міжнародного громадського Руху «До Здоров'я через Культуру»
- 1958 — Ганна Політковська (до шлюбу Мазепа), російська журналістка опозиційних поглядів українського походження, правозахисниця.
- 1963 — Пол Окенфолд, британський ді-джей, занесений до Книги Рекордів Гіннесса як найуспішніший ді-джей світу.
- 1972 — Кемерон Діас, американська акторка, модель («Маска», «Ангели Чарлі»)
- 1982 — Енді Роддік, американський тенісист-професіонал, колишня перша ракетка світу 2003 .

## Померли
- 1625 — Анна Прусська, прусська принцеса.
- 1844 — Френсіс Бейлі, британський астроном, один із засновників Лондонського королівського астрономічного товариства (1820), чотири рази обирався його президентом.
- 1937 — після допиту в НКВС застрілив себе і свою дружину колишній голова української партії боротьбистів Панас Любченко
- 1938 — Макс Фактор, польсько-американський бізнесмен, засновник косметичної компанії «Max Factor».
- 1940 — Джозеф Джон Томсон, англійський фізик, лауреат Нобелівської премії (1906).
- 1941 — внаслідок теракту в Житомирі загинули Микола Сціборський та Омелян Сеник.
- 1991 — Жан Тенглі, швейцарський скульптор, один з лідерів кінетичного мистецтва, натхненного дадаїзмом.
- 2003 — Чарльз Бронсон, американський кіноактор.
- 2006 — Гленн Форд, американський кіноактор.
- 2010 — Ален Корно, французький режисер, продюсер і сценарист.
- 2010 — Франсіско Антоніо Варальйо, аргентинський футболіст, нападник.
- 2013 — Шеймас Гіні, ірландський письменник, поет, перекладач та викладач. Лауреат Нобелівської премії з літератури (1995).
- 2015 — Вес Крейвен, американський кінорежисер, продюсер, сценарист.
- 2018 — Йосип Кобзон, радянський і російський естрадний співак, політик єврейського походження
- 2022 — Михайло Горбачов, радянський і російський політик, Генеральний Секретар Комуністичної партії СРСР (1985—1991), перший і останній президент СРСР (1990—1991).